# Őrtilos
Őrtilos là một thị trấn thuộc hạt Somogy, Hungary. Thị trấn này có diện tích 21,12 km², dân số năm 2010 là 549 người, mật độ 26 người/km².